# نیروی زمینی اروپا و آفریقای ایالات متحده آمریکا
نیروی زمینی اروپا و آفریقای ایالات متحده آمریکا (انگلیسی: United States Army Europe and Africa) یک فرماندهی خدماتی در نیروی زمینی ایالات متحده آمریکا و یک جبهه زمینی است، که مسئولیت هدایت عملیات زمینی را در سراسر حوزه مسئولیت فرماندهی اروپایی ایالات متحده آمریکا و فرماندهی آفریقای ایالات متحده آمریکا برعهده دارد.
در طول جنگ سرد، این فرماندهی بر تشکیلات زمینی که عمدتاً بر پیمان ورشو در شرق به عنوان بخشی از گروه ارتش مرکزی ناتو متمرکز بودند، نظارت داشت. از زمان انقلاب‌های ۱۹۸۹، این فرماندهی به میزان قابل توجهی اندازه خود را کاهش داده، نیروهای آمریکایی را به جنگ خلیج فارس، حمله ۲۰۰۳ به عراق، جنگ کوزوو و جنگ افغانستان اعزام کرده، همچنین همکاری امنیتی با سایر نیروهای زمینی ناتو را افزایش داده است. از سال ۱۹۶۷ تا ۲۰۰۶، نیروی زمینی ایالات متحده در اروپا با ارتش هفتم ایالات متحده همکاری داشت. ارتش هفتم از آن زمان منحل و در این فرماندهی ادغام شده است.
در نوامبر ۲۰۲۰ نیروی زمینی آفریقای ایالات متحده با نیروی زمینی اروپای ایالات متحده ادغام شد، تا یک فرماندهی جدید به نام نیروی زمینی اروپا و آفریقای ایالات متحده آمریکا تشکیل شود.